# Балка Чуграєва
Балка Чуграєва — ентомологічний заказник місцевого значення. Об'єкт розташований на території Оріхівської міської громади Пологівського району Запорізької області, (до 2016 року - в межах земель Новоандріївської сільської ради) на північ віл села Щербаки.
Площа — 35 га, статус отриманий у 1984 році.
Охороняється цілинна балка з лучно-степовою рослинністю.